# Hans-Heinrich Radbruch
Hans-Heinrich (auch Heiner) Radbruch (* 5. Januar 1955) ist ein ehemaliger deutscher Fußballspieler.

## Leben
Radbruch spielte beim VfL Rethwisch und beim VfL Oldesloe. Er wurde bundesdeutscher Jugendnationalspieler, 1973 wechselte der Verteidiger zum Hamburger SV und wurde im Oktober 1973 bis Ende Juni 1974 an den VfB Lübeck ausgeliehen. Den Durchbruch beim Hamburger SV schaffte er nicht. Ende November 1974 wurde er im UEFA-Pokal-Spiel gegen Dynamo Dresden in der 82. Minute für Horst Bertl eingewechselt und trug somit in den Schlussminuten bei, das 4:1 der Hamburger zu sichern. Es blieb sein einziger Pflichtspieleinsatz in der Profimannschaft des HSV.
1975 schloss sich Radbruch dem SV Atlas Delmenhorst an, kam dort in der Oberliga als Stürmer zum Einsatz. Er spielte ab 1980 wieder beim VfB Lübeck. In der Saison 1980/81 erzielte Radbruch 19 Tore in der Oberliga, im Spieljahr 1981/82 kam er auf zehn. Nach einem Außenbandabriss in der Saison 1982/83 endete seine Lübecker Zeit.